# Ioannes Schenckius
Ioannes Schenckius of Johann Schenck von Grafenberg (Gräfenberg, 20 juni 1530 - Freiburg im Breisgau, 12 november 1598) was een Duitse arts. Na zijn studies in Tübingen had hij een praktijk in Straatsburg. Uiteindelijk vestigt hij zich in Freiburg im Breisgau. Hij was een gerenommeerde arts en gaf een medisch traktaat uit in het Latijn: Observationu medecarum rararum, novarum, admirabilium et monstrosarum. (vert. "Zeldzame, nieuwe, verwonderlijke en monsterlijke medische observaties"). Dit werd gepubliceerd in Freiburg in Brisgau in zeven volumes van 1584 tot 1597, heruitgegeven in twee volumes zonder platen na zijn dood door zijn zoon en later nog heruitgegeven in 1604 en 1609 (Frankfort). 

## Bron en externe link
- pagina over Johann Schenck von Grafenberg

- Bibsys: 2101856
- Bibliothèque nationale de France: cb10374217c (data)
- Gemeinsame Normdatei: 100332285
- International Standard Name Identifier: 0000 0001 0780 8035
- Library of Congress Control Number: no2015068262
- Nationale Bibliotheek van Tsjechië: nlk20000091143
- Nationale Bibliotheek van Polen: a0000003323912
- Nederlandse Thesaurus van Auteursnamen: 07118600X
- Istituto Centrale per il Catalogo Unico: RMLV035555
- LIBRIS: 326829
- Système universitaire de documentation: 22473525X
- Virtual International Authority File: 47106549
- WorldCat: E39PBJwHj9gMPpQ8PhGBCvjQv3